# Nomia lusoria
Nomia lusoria är en biart som beskrevs av Cockerell 1919. Nomia lusoria ingår i släktet Nomia och familjen vägbin. Inga underarter finns listade i Catalogue of Life.